# Univerzitetna knjižnica v Bratislavi
Univerzitetna knjižnica v Bratislavi (slovaško Univerzitná knižnica v Bratislave) je javna visokošolska knjižnica s sedežem v Bratislavi na Slovaškem, ki zbira domačo in tujo literaturo s poudarkom na naravoslovnih in družboslovnih delih, leta 2018 je zbirka vsebovala več kot 2,4 milijona enot gradiva. Kot arhiv prejema obvezne izvode vseh disertacij, obranjenih na Slovaškem. Poleg tega izvaja raziskave na področju bibliotekarstva, koordinira razvoj nacionalne sheme katalogizacije periodike in deluje kot kulturno središče z mednarodnimi informacijskimi centri Organizacije združenih narodov, Unesca ter zveze NATO.
Knjižnica domuje v starem mestnem jedru Bratislave, v treh zgodovinskih stavbah: palači madžarske zbornice, palači Leopolda de Paulija in Klariseumu. Te so z notranjimi hodniki povezane v enoten kompleks.

## Zgodovina
Knjižnica je bila ustanovljena leta 1919 na temelju knjižnične zbirke madžarsko govoreče Elizabetine univerze, kot univerzitetna knjižnica Univerze Komenskega v Bratislavi. Ob ustanovitvi je prejela tudi zbirke bratislavske mestne knjižnice, pravne akademije, stare jezuitske knjižnice in Slavonskega inštituta.
Med vladavino skrajno desne Slovaške ljudske stranke v obdobju pred in med drugo svetovno vojno so oblasti izločale progresivno literaturo, zaradi česar sta velikost in kakovost zbirke nazadovali, a so zaposleni skrivoma ohranili izločene enote in po vojni obnovili zbirko.
Do leta 1954 je imela tudi vlogo narodne knjižnice pod okriljem univerze, nato pa je postala samostojna javna ustanova. Leta 1959 je zakon o enotnem knjižničnem sistemu dal temelj hitremu razvoju knjižnice.